# Hippostratos

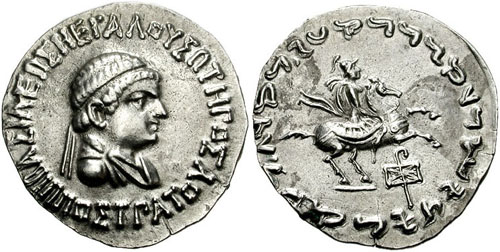
Tetradrachme des Hippostratos
Vorderseite: Büste des Hippostratus mit Legende: BASILEOS MEGALOU SOTEROS / IPPOSTPATOU „Großer König, der Retter Hippostratos“.
Rückseite: Der Herrscher als Reiter Kharoshthi legend: MAHARAJASA TRATASA MAHATASA JAYAMTASA HIPUSTRATASA „König Hippostratos, der große Retter und Eroberer“

Hippostratos war ein indo-griechischer König, der um 65 bis 55 v. Chr. im westlichen Punjab regierte.
Er scheint vor allem gegen die Indo-Skythen gekämpft zu haben, gegen die er schließlich verlor. Seine Münzen sind jedenfalls von Azes I. überprägt worden, der damit sicherlich seinen Sieg andeuten wollte.
Die Münzen des Hippostratos zeigen auf der Vorderseite meist sein Porträt mit einer griechischen Inschrift, auf der Rückseite findet man eine Gottheit, oder den Herrscher als Reiter und eine Inschrift in Kharoshthi.